# Белоус, Виталий Михайлович
Белоус Виталий Михайлович (24 декабря 1935, Одесса) — советский физик-оптик. директор Научно-исследовательского института физики при Одесском государственном университете имени И. И. Мечникова (1975—2004). Доктор физико-математических наук (1972), профессор (1973), академик, основатель Академии наук высшей школы Украины (1992). Лауреат Государственной премии УССР в области науки и техники (1983); академическую награду им. Ярослава Мудрого (Академии наук высшей школы Украины) (1993), медали «Lieven-Geraert Medal» американского научного общества The Society for Imaging Science and Technology.

## Биография
Родился 24 декабря 1935 в городе Одессе. В 1958 г. закончил физико-математический факультет Одесского государственного университета им. И. И. Мечникова (ныне — Одесский национальный университет имени И. И. Мечникова), а в 1961 г. — аспирантуру. Работал в Луганском вечернем машиностроительном институте (1962), в Одесском высшем инженерно-морском училище (1962—1975).
В 1964 защитил кандидатскую диссертацию в Саратовском университете, докторскую — в 1971 в Тартуском университете на тему: «Люминесцентные и фотоэлектрические свойства некоторых фотохимически-чувствительных кристаллофосфоров и фотографических эмульсий».
В 1975—2004 — директор Научно-исследовательского института физики при Одесском государственном университете им. И. И. Мечникова.
В 1983 г. — лауреат Государственной премии УССР в области науки и техники. 1992 г. — основатель Академии наук высшей школы Украины.
Представитель Украины в Международном комитете по фотографической науке.
В 1993 г. получил награду им. Ярослава Мудрого (Академии наук высшей школы Украины), медали «Lieven-Geraert Medal» американского научного общества The Society for Imaging Science and Technology «за ведущий вклад в области серебряно-галоидных фотографии».
Руководит, основанной профессором Е. А. Кирилловым, школой одесских физиков из записи оптической информации (научной фотографии).

## Научная деятельность
Основные научные интересы связаны с созданием научных основ фототехнологий, в частности с изучением фотографического и фотохромных процессов, с голографией, с разработкой оптических методов неразрушающего контроля.
Впервые предложил люминесцентный метод для изучения процессов образования светочувствительной твердой фазы и химической сенсибилизации фотографических галоген серебряных эмульсий, а также для установления механизма создания скрытого фотографического изображения. Впервые описал квантово-размерный эффект в люминисценции узко-щелевых полупроводников и особенности люминесцентных и оптических свойств систем «кластер — адсорбированные на нем пространственно-упорядочены молекулы органических соединений».
Опубликовал более двухсот работ, в частности, утвержденное Министерством образования Украины учебное пособие для студентов технических вузов «Общая физика» (вместе с В. И. Михайленко и Ю. П. Поповским) на русском (1993) и украинском (1994) языках, а также статьи и обзоры.

## Труды
- Об эффекте перераспределения электронов по уровням локализации у серебряно-галоидных фосфатов и высвечивающем действии возбуждающего света / В. М. Белоус // Оптика и спектроскопия. — 1961. — Т. 11. — С. 431—433.
- О механизмах образования скрытого фотографического изображения в бромо- и йодобромсеребряной эмульсиях / В. М. Белоус // Журнал научной и прикладной фотографии и кинематографии. — 1967. — Т. 12, вып. 4. — С. 97-299.
- Люминесцентные исследования процессов, происходящих при химической сенсибилизации фотографических эмульсий / В. М. Белоус // Успехи научной фотографии. — 1989. — Т. 25. — С. 5-43.
- Люминесценция квантово-размерных центров с адсорбированными пространственно-упорядоченными молекулами органических соединений / В. М. Белоус // Журнал прикладной спектроскопии. — 1995. — Т. 62. — С. 43-46.
- Review of luminescence studies on latent image formation in silver halide emulsions / V. M. Belous // Ibid. — 1997. — Vol. 47, № 2. — P. 85-99.
- Review of luminescence studies on mechanisms of spectral sensitization and supersensitization: chemically sensitized emulsions / V. M. Belous // Ibid. — 1999. — Vol. 43, № 1. — P. 3-13.